# مورتن ترکیلدسن
مورتن ترکیلدسن (انگلیسی: Morten Therkildsen؛ زادهٔ ۲۴ سپتامبر ۱۹۸۳) ورزشکار Cycling اهل دانمارک است.